# Синяк, Андрей
Андрей Синяк (бел. Андрэй Сіняк; род. 28 апреля 1972, Минск) — белорусский гандболист, выступавший за клубы СКА Минск, Лемго, Гамбург, Кронау/Эстринген.

## Карьера
Клубная

Андрей Синяк начинал свою профессиональную карьеру в белорусском клубе СКА (Минск), с которым выиграл 4 раза чемпионат Беларуси. В 1996 году Андрей Синяк перешёл в немецкий клуб Лемго, с которым, в первом же сезоне, Андрей Синяк стал чемпионом Германии. В 2001 году Андрей Синяк перешёл в ТУС-н Любеке, который выступал во второй бундеслиге и помог клубу выйти в Бундеслигу. В 2002 году Андрей Синяк перешёл в ГК Гамбург, где провёл 3 сезона. Андрей Синяк помог Гамбургу выиграть суперкубок Германии в 2004 году. В 2005 году Андрей Синяк перешёл в Кранау/Эстеринген (нынешний клуб Рейн-Неккар Лёвен), в котором сыграл 2 сезона. За Кранау/Эстеринген, во всех турнирах, Андрей Синяк сыграл 73 матча и забил 172 гола. В сезоне 2007/08 Андрей Синяк выступал за немецкий клуб ТУСЕМ из Эссена. 

Международная

Андрей Синяк выступал за сборную Беларуси и сыграл 93 матча. Андрей Синяк закончил играть за сборную Беларуси в 2010 году.

## Титулы
- Чемпион Беларуси: 1993, 1994, 1995, 1996
- Чемпион Германии: 1997
- Обладатель кубка Германии: 1997
- Обладатель суперкубка Германии: 1997, 1999, 2004

## Статистика
| Сезон   | Клуб              | Лига       | Матчи | Голы | 7-метр | Голы |
| ------- | ----------------- | ---------- | ----- | ---- | ------ | ---- |
| 2005/06 | Кранау/Эстеринген | Бундеслига | 33    | 91   | 0      | 91   |
| 2006/07 | Кранау/Эстеринген | Бундеслига | 27    | 46   | 1      | 45   |
| 2005-07 | Итого             | Бундеслига | 60    | 137  | 1      | 136  |